# Kenicsiró Fumita
Kenicsiró Fumita (文田健一郎; Hepburn: Kenichiro Fumita) (1995. december 18. –) japán kötöttfogású birkózó. A 2019-es birkózó-világbajnokságon és a 2017-es birkózó világbajnokságon aranyérmet nyert a 60 kg-os, illetve 59 kg-os súlycsoportban, kötöttfogásban. 2019-ben bronzérmes, 2017-ben az Ázsia Bajnokságon aranyérmes lett.

## Sportpályafutása
A 2019-es birkózó-világbajnokságon a férfi kötöttfogású 60 kg-os súlycsoport döntőjében az orosz Szergej Emelin volt az ellenfele. A mérkőzést a japán nyerte 10–5-re.